# Крахмалёв, Пётр Афанасьевич
Пётр Афанасьевич Крахмалёв (25.12.1919, с. Михайловка, Зайсанский уезд, Семипалатинская область — 03.08.1976, ст. Айнабулак, Кировский район, Талды-Курганская область, Казахская ССР, СССР) — полный кавалер ордена Славы. Член КПСС с 1943 г.

## Биография
Родился 25 декабря 1919 года в (ныне — Жарминский район Восточно-Казахстанской области Республики Казахстан) в семье служащего. Русский.
Окончил 5 классов. Работал дежурным по железнодорожной станции Жарма.
В Красной Армии — с октября 1939 г. Участник советско-финской войны 1939—1940 гг.
На фронтах Великой Отечественной войны с июня 1941.
Командир орудия батареи 331-го гв. арт. полка (128-я гв. горно-стр. див., Отд. Примор. армия) гвардии старший сержант Крахмалёв 10.04.1944 г. при прорыве обороны противника под г. Керчь огнем из орудия вместе с расчетом уничтожил противотанковое орудие, 3 автомашины с боеприпасами, много гитлеровцев, подавил 2 минометные батареи, 4 пулемет. точки противника, чем обеспечил наступление пехоты на Акмонайском направлении. 16.05.1944 г. награждён орденом Славы 3 степени.
В наступательных боях на территории Словакии гвардии старший сержант Крахмалёв (18-я армия, 4-й Украинский фронт) вместе с расчетом сопровождал стрелковые подразделения и подавлял огнем обнаруженные цели. За период с 21.09.1944 г. по 30.09.1944 г. в районе населенного пункта Каленов (Словакия) уничтожил 2 пулемета, миномет, вывел из строя до взвода гитлеровцев. В боях на р. Цироха за населенный пункт Старина (21 км юго-вост. ж.-д. ст. Воля Михова, Словакия) огнем орудия было разбито 4 повозки, разрушен блиндаж и уничтожено свыше отделения пехоты. 20.12.1944 г. награждён орденом Славы 2 степени.
В упорных наступательных боях за г. Моравска-Острава (Чехия) 30.04.1945 г. — 01.05.1945 г. командир орудия Крахмалёв (1-я гв. армия, 4-й Украинский фронт) подавил 3 пулемета, 2 минометные батареи и орудие противника. 09.05.1945 г. открыл огонь из орудия по скоплению пехоты противника и уничтожил большое количество солдат и офицеров. 15.05.1946 г. награждён орденом Славы 1 степени.
В ноябре 1945 г. демобилизован. Жил на станции Айнабулак Кировского района Талды-Курганской области. Работал слесарем в совхозе.
Скончался 3 августа 1976 года.
Награждён медалями, в том числе «За отвагу».